# Palermoskalan
Palermoskalan (engelska Palermo Technical Impact Hazard Scale) är en logaritmisk skala som används av astronomer för att beskriva nedslagsrisken för så kallade jordnära objekt (engelska Near Earth Objects, eller NEO). Skalan kombinerar nedslagssannolikhet och kinetisk energi. Ett värde av 0 på palermoskalan betyder en risk lika stor som bakgrundsrisken, eller den nedslagsrisk som föreligger av föremål med liknande storlek under tiden fram till nedslaget. Ett värde på +2 indikerar att nedslagsrisken är 100 gånger större än för ett slumpartat bakgrundsnedslag. Ett värde på -2 betyder att nedslagsrisken är 1 % av bakgrundsrisken. Alla värden mellan -2 och 0 är dock värda att undersöka. För massmedia och i populärvetenskapliga sammanhang används ofta Torinoskalan som är enklare att förstå.
I Palermoskalan definieras {\displaystyle P} som tiologaritmen av nedslagsrisken {\displaystyle p_{i}} dividerat med bakgrundsrisken {\displaystyle f_{B}} och tiden {\displaystyle T} till nedslaget.
{\displaystyle P=\log _{10}{\frac {p_{i}}{f_{B}T}}}
Den årliga bakgrundsrisken definieras som:
{\displaystyle f_{B}=0.03E^{-0.8}\;}
där energin {\displaystyle E} räknas i megaton.
Under en kortare tid i slutet på december 2004 hade asteroiden Apophis, eller 2004 MN4 som den kallades då, ett värde på palermoskalan på 1,10 för möjligt nedslag 2029. Nedslagsrisken var 1 på 37 istället för bakgrundsrisken för den storlekens föremål som var 1 på 472. Senare analyser har eliminerat nedslaget 2029, men asteroiden behåller ett värde på -2,52 eftersom det finns viss risk för ett nedslag 2036.